# Marcel Schreter
Marcel Schreter (Innsbruck, 29 settembre 1981) è un ex calciatore austriaco, di ruolo centrocampista.

## Carriera
Debutta nella Bundesliga austriaca il 31 luglio 2004 nel pareggio per 0-0 contro il Salisburgo.

## Palmarès

### Club

#### Competizioni nazionali
- Erste Liga: 2

Wacker Innsbruck: 2003-2004, 2009-2010

### Individuale
- Capocannoniere della Erste Liga: 1

2009-2010 (11 reti)